# Semlyén Hugó
Semlyén Hugó, F Semlyén Hugó (Szamosújvár, 1888. – Kolozsvár, 1966.) erdélyi magyar publicista, elbeszélő, műfordító.

## Életútja, munkássága
Középiskolai tanulmányait szülővárosában és Kolozsváron végezte. 1906–10 között jogot tanult a kolozsvári Ferenc József Tudományegyetemen. Pályáját újságíróként kezdte, cikkei jelentek meg Az Estben, novellákat is közölt a Pesti Hírlapban és a Pesti Naplóban. 1909-től a Szamosújvári Közlöny szerkesztője, majd a Bányai Elemér szerkesztette Szamosújvári Napló munkatársa.
Az első világháború után Kolozsvárra költözött és a bankszakmában helyezkedett el. A Magyar Bank központi igazgatója, a kolozsvári Közigazgatási Bank ügyvezető igazgatója volt. Az 1920-as évek közepén társakkal megalapította az Egyesült Közgazdasági Bankot, amely 1928-ban csődbe ment. Letartóztatták, egy évet ült börtönben, de felmentették a gazdasági bűncselekmény vádja alól. 1939-ben saját vállalatát, a Credit Informatort vezette, ugyanakkor az Agricola szeszgyár vezérigazgatója volt. 1944-ben Dachauba deportálták, ahonnan 1945-ben tért haza. 1952-től fordítással, gépírással tartotta fent magát, az  Állami Irodalmi és Művészeti Kiadó (ÁIMK), az Előre és Igazság napilapok munkatársa.

## Kötetei
- Rajzok : [novellák] (Szamosújvár, 1907)
- Szerkesztésében jelent meg a Szamosújvári Almanach (Kolozsvár, 1910)
- Fordított Ion Luca Caragiale-novellákat egy gyűjteményes kötet (I. L. Caragiale munkái. I–III. Bukarest, 1952. Haladó Hagyományaink c. sorozat) számára